# Lęg

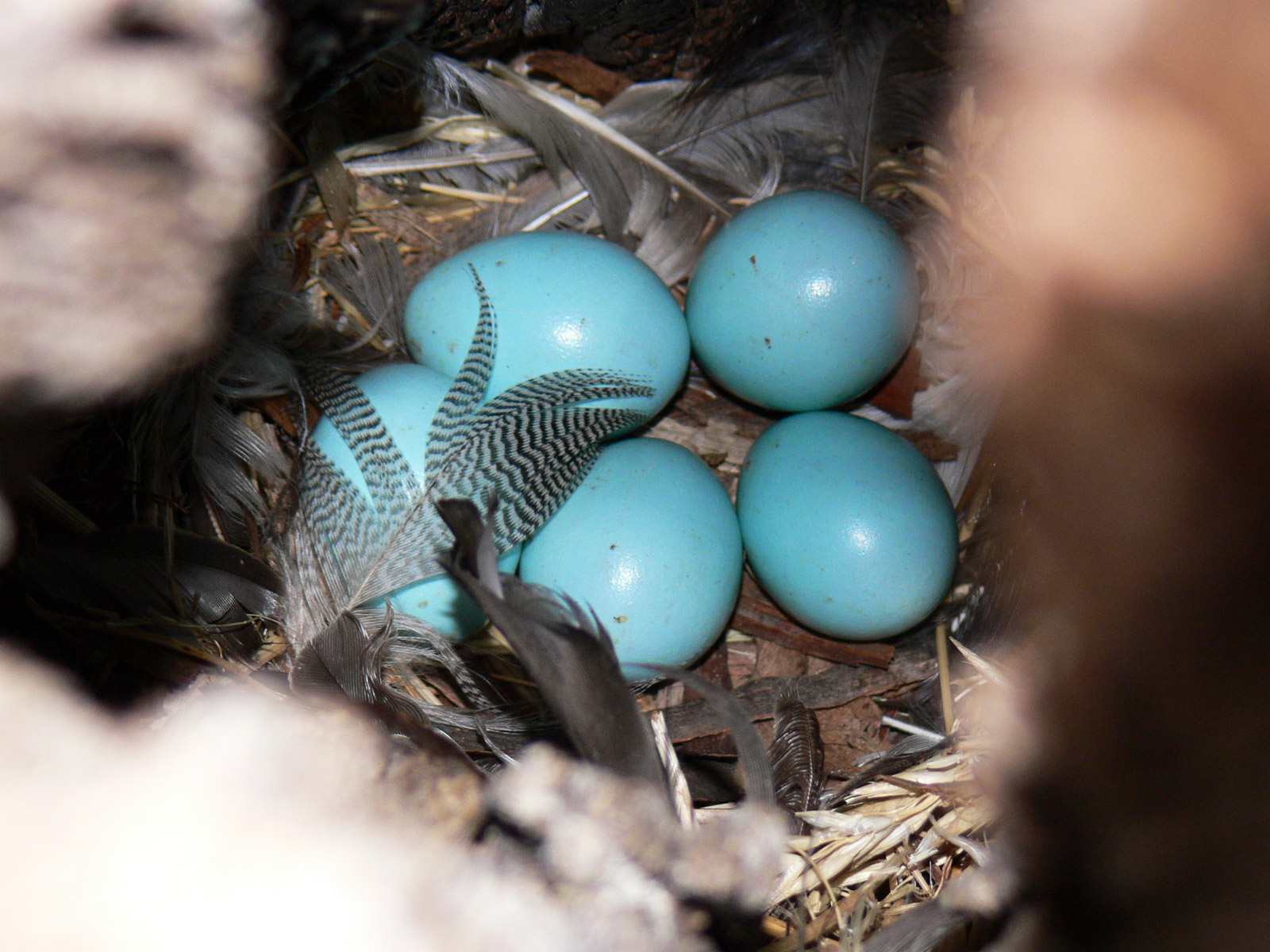
Lęg (jaja) szpaka w gnieździe

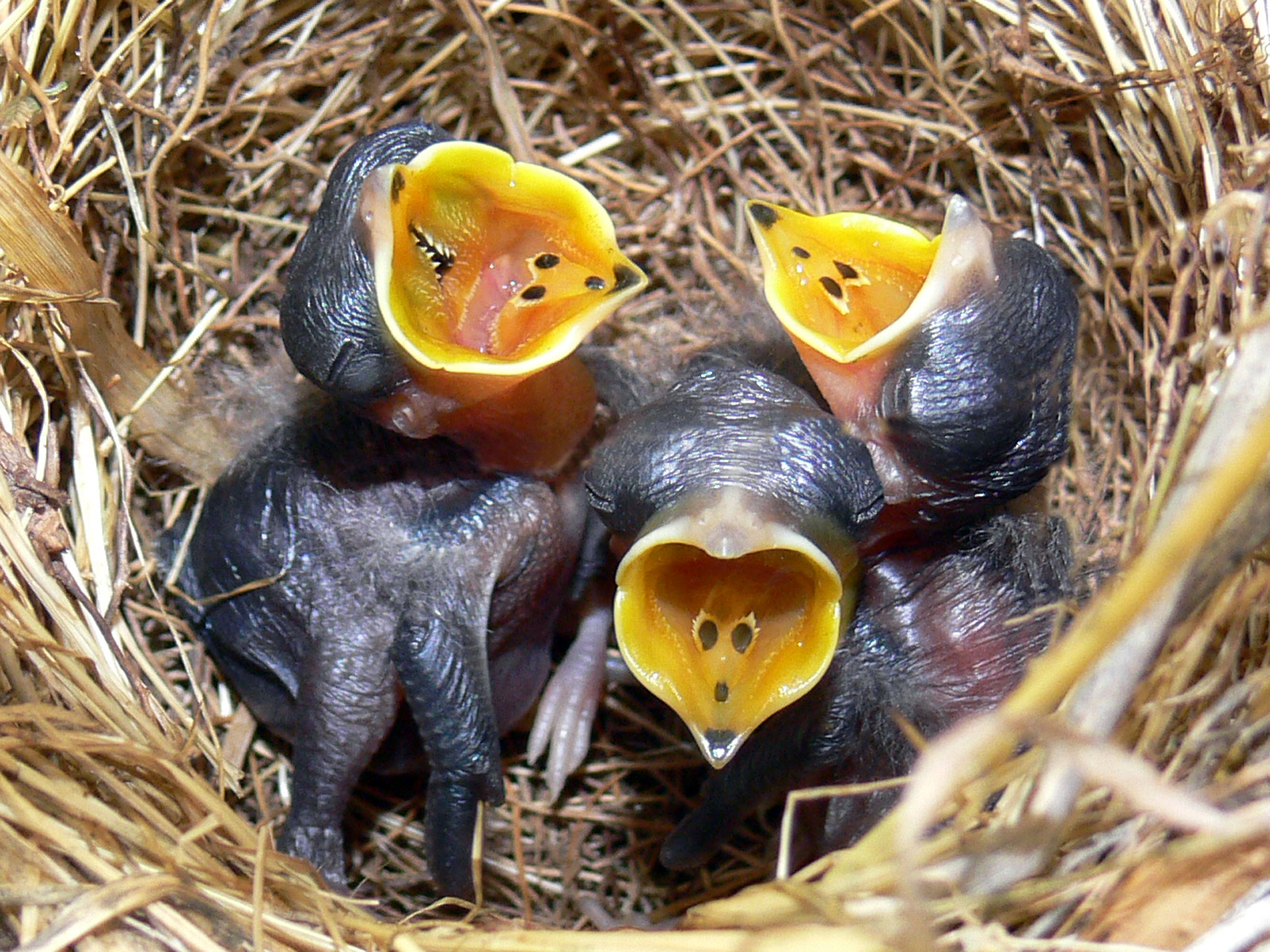
Lęg (pisklęta) świergotka nowozelandzkiego (Anthus novaeseelandiae)

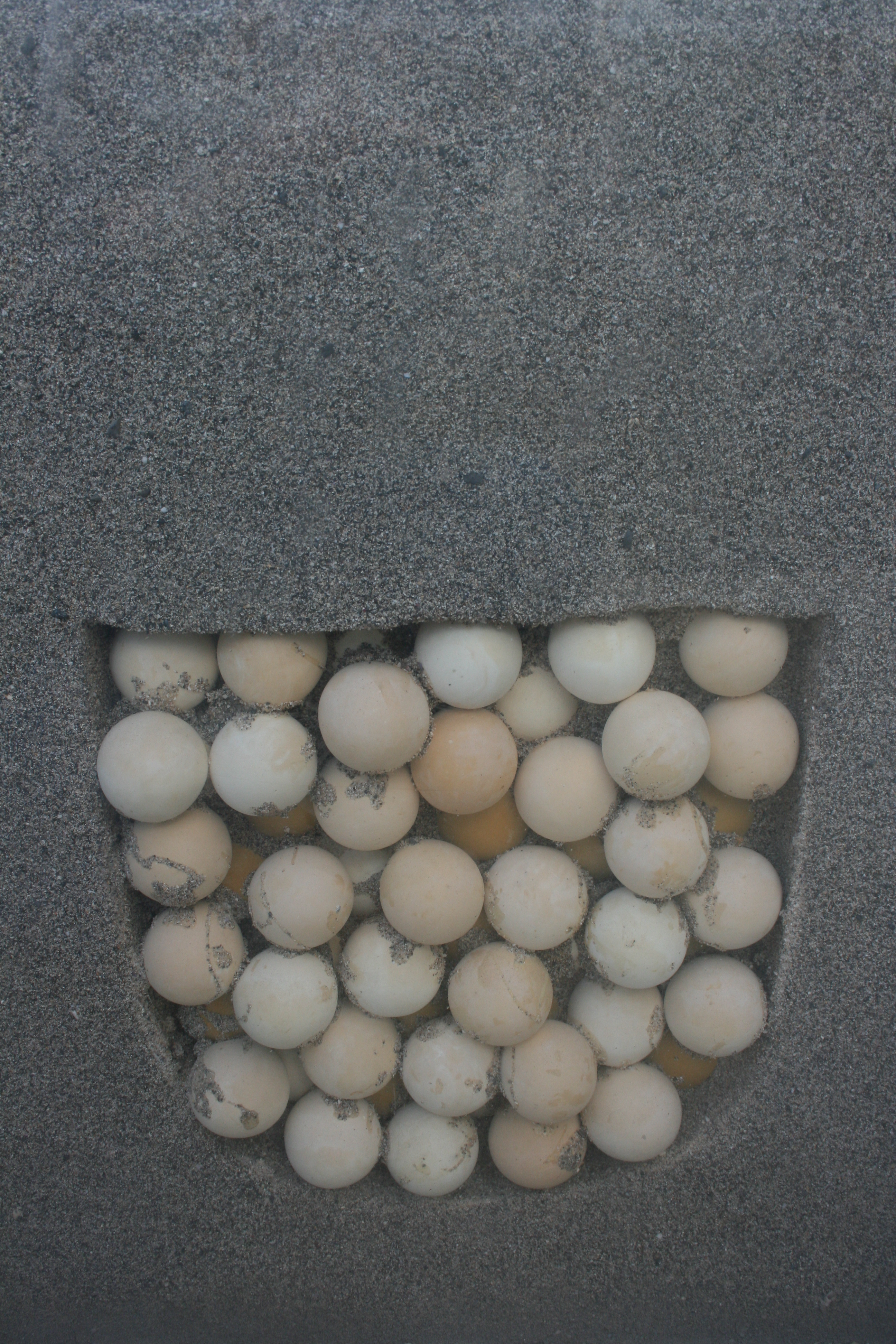
Lęg (jaja) żółwia morskiego w piasku

Lęg, ląg – w znaczeniu ogólnym: wylęganie się, wyklucie się, czyli wydobycie się zwierząt z jaj. W zoologii mianem lęg określane są wszystkie jaja danego zwierzęcia wysiadywane jednocześnie, a w ornitologii również wszystkie pisklęta pochodzące z jednego zniesienia, wychowywane przez jednych rodziców lub jeden cykl rozrodczy obejmujący okres od budowy gniazda po uzyskanie samodzielności przez pisklęta. W tym ostatnim znaczeniu termin lęg może być użyty w odniesieniu do pary ptaków lub do całego gatunku.
W czasie jednego roku niektóre gatunki ptaków mogą przystąpić do więcej niż jednego lęgu. Zdarza się to zwłaszcza, gdy poprzedni zostanie zniszczony. Liczba jaj w lęgu zależy między innymi od gatunku, np. sikora bogatka może ich złożyć nawet 18. Przed przystąpieniem do lęgu ptaki odbywają tzw. toki. Cały okres od rozpoczęcia toków po wyklucie pisklęcia określany jest terminem sezon lęgowy.
Dziuplakom można ułatwić złożenie i wysiadywanie jaj wieszając budki lęgowe, należy jednak pamiętać o odpowiedniej i bezpiecznej budowie. Niektóre ptaki nieświadome niebezpieczeństwa zakładają gniazda na słupach wysokiego napięcia, słupkach ogrodzeniowych, a kawka czasami zakłada gniazdo w kominie. Jednak dla ptaków skutki takiego położenia gniazda mogą być tragiczne.